# Shigefumi Mori
Shigefumi Mori (森 重文 Mori Shigefumi?), nació el 23 de febrero de 1951),  es un matemático japonés, conocido por su trabajo en el campo de la geometría algebraica, particularmente en relación con la clasificación de los three-folds.
Mori generalizó el tratamiento clásico de la clasificación de superficies algebraicas a la clasificación de los three-folds algebraicos. El manejo clásico usa el concepto de modelos mínimos de superficies algebraicas. Mori descubrió la posibilidad de que el concepto de modelos mínimos podría ser también aplicado a los three-folds, si es que se permiten ciertas singularidades.
La extensión de los hallazgos de Mori a dimensiones mayores que tres es llamado el "programa Mori" y desde el año 2006, es un área, extremadamente, activa de la  geometría algebraica.
Mori fue distinguido con la Medalla Fields que se le otorgó 1990 durante el Congreso Internacional de Matemáticos.
En 2021, recibió el Orden de la Cultura.